# I. Ibelin János bejrúti úr
I. Ibelin János bejrúti úr (kb. 1179 – 1236), más néven „Ibelin János, Bejrút öreg ura” (vö. „a Nagy Öreg”) nagy hatalmú keresztes báró volt a Jeruzsálemi Királyságban és Cipruson, a befolyásos Ibelin nemzetség egyik legismertebb alakja. Ibelin Balian és Komnéna Mária házasságából született, közeli kapcsolatban állt mind a jeruzsálemi, mind a ciprusi főnemesi famíliákkal, nemcsak azért, mert Komnéna Mária fia, hanem mert I. Izabella jeruzsálemi királynő féltestvére is volt. Huszadik életévét sem töltötte be, amikor kinevezték a Jeruzsálemi Királyság főhadparancsnokává, néhány évvel később pedig Bejrút ura lett, amelyet Szaladin hódítása után újjáépített, és hatalmas erőd-palotát emelt benne az Ibelin családnak. Régensként uralkodott két kiskorú rokona helyett is: Izabella lánya, I. Mária jeruzsálemi királynő helyett 1205-től 1210-ig, Ibelin Eschiva unokája, I. Henrik ciprusi király helyett 1228-tól 1232-ig. Szilárd jellemű férfinak tartották, a 13. század elején sokan a szentföldi keresztes bárók természetes vezetőjeként tekintettek rá. Cipruson szembeszállt a hatalomvágyó II. Frigyes császárral, és egészen Henrik nagykorúságáig visszaszorította a birodalmi erőket.

## Életútja

### Ifjúkora
Apja Ibelin Balian, Náblusz és Ibelin ura, anyja Komnéna Mária, Amalrik jeruzsálemi király özvegye. 1198-ban kinevezték a Jeruzsálemi Királyság főhadparancsnokává; tekintélyét és befolyását növelte, hogy a királynő, Izabella féltestvére volt. Ekkoriban Tibériási Ralf vazallusának számított, akit éppen 1198-ban száműztek az Imre király elleni merényletkísérletért, ugyanis Imre helyett ő szerette volna feleségül venni az egy évvel korábban megözvegyült királynőt, Izabellát. A merényletet négy német lovag követte el, s noha nem vallottak rá Ralfra, Imre rá gyanakodott. Ibelin János megpróbált közvetíteni közöttük, de sógora, a király nem tágított. János annyit mindenesetre elért, hogy Imre átadta az ügyet a legfelsőbb bíróságnak (Haute cour), amely megállapította, hogy a király helytelenül járt el, amikor meghallgatás nélkül száműzte Ralfot. Az epizód nyilvánvalóvá tette a bárók számára, hogy Imrével nem lehet szembeszegülni, de a királynak is megmutatta, hogy tiszteletben kell tartania az alkotmányt és a bárói nagytanácsot. Végül az ügy úgy oldódott meg, hogy János tapintatosan rábeszélte hűbérurát, vonuljon önkéntes száműzetésbe Tripoliszban.

### Bejrút ura
Valamikor 1205 előtt János lemondott a főhadparancsnokságról, és cserébe megkapta Bejrút uradalmát, amely csaknem egy évszázadra az Ibelinek családi fészke lett. Újjáépítette a várost, amelyet Szaladin hódító hadjárata idején, az 1180-as évek végén az ajjúbidák földig romboltak. Fényűző, erődített, fellegvárszerű palotát emeltetett benne, amelynek díszei muszlim és bizánci hatást tükröztek. Oldenburgi Wilbrand püspök, II. Frigyes császár követe 1212-ben megkapó leírást készített róla, freskóiról, mozaikpadlóiról, márvány szökőkútjáról. Peter Edbury történész így summázza a beszámolót: A nyilvános termekben a márvány berakások trompe-l’oeil hatást keltettek, egy padló a tengert utánozta, egy mennyezet pedig „olyan élethű színekkel van kifestve, hogy felhők vonulnak át rajta, fúj a nyugati szél, és a nap, amint végighalad a zodiákuson, mutatja az évet, a hónapot, a hetet és a napot, az órát és a percet”. A központi terem közepén sárkányos márvány szökőkút állt, vízsugarai hűtötték a levegőt, s a víz csobogása megnyugtatta az idegeket. A palota annyira várként funkcionált, hogy II. Frigyes marsallja, Filangieri 1231–1232-ben több havi ostrommal sem tudta bevenni.
János uralma alatt Bejrút gyakorlatilag független keresztes államnak számított. 1207-ben Arszúfi Melisendával kötött házassága révén Arszúffal gyarapította birtokát, s a Szentföld egyik leggazdagabb bárója lett.

### Régens
János 1205-től 1210-ig I. Izabella lánya, I. Mária régenseként szolgált Akkóban, Jeruzsálem elfoglalása óta a királyság fővárosában. 1210-ben régensként hozta tető alá Imre ciprusi király és Ibelin Eschiva fiának, I. Hugó ciprusi királynak és Imre elődje, I. Henrik jeruzsálemi király lányának, Champagne-i Aliznak a házasságát, valamint magának I. Máriának a házasságát Brienne-i János francia gróffal, II. Fülöp Ágost pártfogoltjával.
1213-tól Ibelin János és fivére, Fülöp az okiratok tanúsága szerint már nem vett részt a jeruzsálemi politikában, a ciprusi politikában viszont egyre nagyobb szerepet játszottak. Ennek az lehetett az oka, hogy valamiért elhidegültek Brienne-i Jánostól. Mindenesetre ők ketten képviselték Ciprust az akkói tanácsban, amely az ötödik keresztes hadjárat fogadására készített terveket. Amikor I. Hugó 1218-ban meghalt, Fülöp lett Hugó kiskorú fiának, I. Henrik ciprusi királynak a régense (formailag baillie, vagyis Aliz anyakirályné mint régens helyettese, de a gyakorlatban az ügyek intézője). Fülöp halála után 1228-ban fivére, János vette át a feladatot. Noha nagybátyjai voltak a félig Lusignan gyermek Henriknek, a Lusignan-ház hívei szembehelyezkedtek velük (az első két ciprusi uralkodó Henrik nagy-nagybátyja, Guidó, valamint nagyapja, Imre volt).

### Harc Ciprusért
1228-ban kiújult a hatalmi vetélkedés: a hatodik keresztes hadjáratban részt vevő II. Frigyes német-római császár Ciprusra érkezett. A császár Brienne-i János lányának, II. Izabellának férjeként igényt tartott a Jeruzsálemi Királyság trónjára, Ciprus hűbéruraságára, továbbá Ibelin János bejrúti birtokára, mely utóbbi követelését János természetesen elutasította. Frigyes lakomára csalta Jánost, fegyveresekkel vetette körül, és kényszerítette, hogy mondjon le a ciprusi régensségről, vagyis adja át a szigeti királyságot. A kicsikart egyezség nem tartott sokáig, János katonai erővel válaszolt. Amikor Frigyes áprilisban elutazott a szigetről, János serege július 14-én legyőzte a császár megbízottait a Nicosia melletti csatában, s ezzel kezdetét vette a lombardok háborúja. 1231-ben Frigyes hadat küldött Ciprus megszállására a birodalom marsalljának vezetésével. János visszaverte az inváziót, de ekkor a császári hajóhad János hatalmi bázisához, Bejrúthoz vitorlázott, ostrom alá vette, és kis híján elfoglalta. A birodalmi marsall, Filangieri Richárd megkaparintotta Jeruzsálemet és Türoszt (előbbi Frigyesnek az ajjúbida al-Kámil szultánnal kötött szerződése értelmében Liddával, Toronnal együtt keresztény kézre került), de Bejrútba és a fővárosba, Akkóba nem tudott beférkőzni.
Akkóban János hívei kommunát hoztak létre, gyakorlatilag államot az államban, s az 1232-ben odaérkező Jánost polgármesterré választották. Az akkói kommuna felmentette az ostromlott Bejrútot, bár május 3-án komoly vereséget szenvedtek Filangieritől az Akkóhoz közeli Casal Imbert-i csatában. E győzelmének köszönhetően, János távollétét kihasználva Filangieri elfoglalta Ciprust, ahol időlegesen egyébként is a Lusignanok kerekedtek felül. Az ebben az évben nagykorúvá lett I. Henrik és János Ciprusra sietett, és június 15-én Agridinál vereséget mértek a császári erőkre. Henrik attól fogva Ciprus vitathatatlan ura volt, s mivel az Ibelineket támogatta a Lusignanok ellenében, János családjának befolyása tovább erősödött.
A marakodás azonban nem ért véget, mert Filangieri változatlanul a kezében tartotta Jeruzsálemet és Türoszt, s bírta IV. Bohemund antiochiai fejedelem, a német lovagrend, a johanniták és a pisai kereskedők támogatását. János hívei a ciprusi bárók, bejrúti, caesareai és arszúfi vazallusai, valamint a templomos lovagok és a genovai kereskedők közül kerültek ki. Egyik fél sem tudott diadalmaskodni, és 1234-ben IX. Gergely pápa kiközösítette Jánost és követőit. 1235-ben ezt részben visszavonták, de a béke így sem állt helyre. Az Ibelinekhez hű bárók 1242-ben verték ki Filangieri csapatait Türoszból, Jeruzsálemben pedig az Haute cour Champagne-i Alizt nevezte ki régenssé, aki letartóztatta és száműzte Filangierit.

### Halála
Ibelin János 1236-ban súlyos balesetet szenvedett: a johannitákkal együtt részt vett egy csetepatéban a muszlimok ellen, leesett a nyeregből, és a lova rázuhant. Halála előtt az idősödő helyi bárók szokása szerint belépett a templomos rendbe, hogy templomosként halhasson meg. Családja ellenezte a dolgot, de hiába: János grandiózus temetést kapott Akkóban, a Jeruzsálemi Királyság fővárosában. Runciman szavaival „apjától, Baliantól lovagiasságot és bölcsességet, görög anyjától, Komnéna Máriától kifinomultságot örökölt... övé volt a királyság leggazdagabb birtoka, és ő volt a bárók elismert feje”.

## Családja
Ibelin János kétszer házasodott. Első feleségétől, Enfei Helvistől öt fiúgyermeke született, de egyik sem élte túl az anyjukat.
1207 körül feleségül vette Arszúfi Melisendát, aki szintén öt fiút és egy leányt szült neki:
- Balian megörökölte Bejrútot, fia, János pedig őt követte ebben a tisztségben
- János Arszúf ura és a Jeruzsálemi Királyság főhadparancsnoka lett, fia, Balian Arszúf uraként lépett örökébe
- Hugó az első zászlóaljat vezette az agridi csatában, 25–26 évesen meghalt
- Balduin ciprusi országbíró
- Guidó ciprusi főhadparancsnok
- Izabella apácának állt

## Fordítás
- Ez a szócikk részben vagy egészben  a   John of Ibelin, the Old Lord of Beirut című angol Wikipédia-szócikk ezen változatának fordításán alapul.  Az eredeti cikk szerkesztőit annak laptörténete sorolja fel. Ez a jelzés csupán a megfogalmazás eredetét és a szerzői jogokat jelzi, nem szolgál a cikkben szereplő információk forrásmegjelöléseként.